# Place Martine-Durlach
La place Martine-Durlach est une voie située dans le 19e arrondissement de Paris, en France.

## Situation et accès
La place se trouve à l'intersection de la rue des Fêtes, de la rue de Belleville et de la rue du Pré-Saint-Gervais.

## Origine du nom
Par un arrêté municipal du 8 octobre 2020, la place porte le nom de Martine Durlach (1947-2014), élue de la ville et dirigeante du Parti communiste français.